# Нургалиев, Жомарт Мирасович
Жомарт Мирасович Нургалиев (каз. Жомарт Мирасұлы Нұрғалиев; 16 марта 1958, Новотроицкое, Кустанайская область — 30 октября 2014, Кокшетау) — государственный деятель Республики Казахстан.

## Биография
С 1975 года работал на строительном участке совхоза Уркашский Камышинского района Кустанайской области.
В 1981 году окончил Кустанайский педагогический институт по специальности «учитель истории и обществоведения», после чего работал инспектором Карасуского района (1981), инструктором, заведующим отделом Кустанайского райкома партии (1983—1987), заместителем директора совхоза (1987—1988), секретарём парткома учебно-опытного хозяйства (1988—1991), заместителем директора Ассоциации сельскохозяйственных предприятий учебно-опытного хозяйства им. Ю. Гагарина (1991).
В 1991—1992 годы — директор МП «Арай», в 1992—1994 — коммерческий директор, заместитель генерального директора Ассоциации сельскохозяйственных предприятий УОХ. В 1994—1997 годы — заместитель председателя Кустанайского областного комитета по ВЭС, в 1997—1999 — начальник отдела Костанайского областного управления промышленности и торговли, в 1999 — директор по коммерческим вопросам ТОО «Иволга-Алтын», в 1999—2000 — директор ТОО «Садчиковское». В 2000—2003 годы — заместитель генерального директора ТОО «Иволга-Холдинг», в 2003—2006 — региональный директор ТОО «Иволга-Холдинг» по центральному региону Костанайской области. Одновременно в 2006 году окончил Аграрно-биологический институт Костанайского государственного университета им. А. Байтурсынова по специальности «агроном».
С мая 2006 года — аким Мендыкаринского района, с февраля 2009 года — аким города Костанай.
C 13 февраля 2012 по 6 июня 2014 года — аким Аулиекольского района Костанайской области. С июня 2014 года — аким города Кокшетау.
30 октября 2014 года был доставлен в кардиохирургический центр Акмолинской областной больницы, где в 23 часа скончался от инфаркта миокарда. Похоронен 1 ноября в Костанае.

## Награды
- Орден «Курмет».
- Медаль «20 лет независимости Республики Казахстан»[1][3].